# Ku Kyo-Dong
Ku Kyo-Dong (en coreano: 구교동; 3 de septiembre de 1972) es un deportista surcoreano que compitió en esgrima, especialista en la modalidad de espada. Ganó tres medallas de bronce en el Campeonato Mundial de Esgrima en los años 1994 y 2002.

## Palmarés internacional
| Campeonato Mundial | Campeonato Mundial | Campeonato Mundial | Campeonato Mundial |
| Año                | Lugar              | Medalla            | Prueba             |
| ------------------ | ------------------ | ------------------ | ------------------ |
| 1994               | Atenas (Grecia)    | Medalla de bronce  | Espada por equipos |
| 2002               | Lisboa (Portugal)  | Medalla de bronce  | Espada individual  |
| 2002               | Lisboa (Portugal)  | Medalla de bronce  | Espada por equipos |